# Microsoft Developer Network

Logo di msdn

Microsoft Developer Network (MSDN) è la divisione di Microsoft incaricata di mantenere i rapporti con gli sviluppatori e gli amministratori di sistema. 
Essa copre gli interessi delle varie classi di sviluppatori attraverso vari tipi di media: siti web, newsletter, conferenze, riviste specializzate, blog e distribuzione di supporti fisici (DVD, in passato CD). L'ampiezza dell'offerta informativa spazia dal supporto su sistemi obsoleti (legacy) sino alla diffusione di anticipazioni atte a guadagnare l'interesse su nuove tecnologie proposte.

## Abbonamento Software
MSDN offre da molto tempo una forma di abbonamento attraverso il quale gli sviluppatori hanno accesso praticamente a ogni software Microsoft che sia mai stato pubblicato. L'abbonamento ha durata annuale e vari livelli di offerta. I costi possono raggiungere 10.939 USD per un nuovo abbonato al massimo livello (3.499 USD per il rinnovo). Gli abbonati, a esclusione di quelli abbonati al livello inferiore, ricevono periodici aggiornamenti su vari CD o DVD. I software contenuti in questi dischi sono del tutto identici a quelli delle versioni retail. Per quelli che richiedono una chiave di attivazione (product key), essa è disponibile su richiesta nel sito Microsoft.
I software più obsoleti, come MS-DOS o Windows 3.x non sono in realtà distribuiti su questi supporti. L'abbonamento dà diritto al download dal sito Microsoft sotto forma di file immagine.
Viene posta una limitazione legale, illustrata nel MSDN EULA End User License Agreement (PDF in lingua inglese) all'utilizzo in ambito commerciale di questi software e l'abuso può essere sanzionato.
Da notare come con il termine dell'abbonamento non cessi il diritto all'uso dei software per gli scopi previsti, ma semplicemente il diritto a ricevere ulteriori aggiornamenti. È evidentemente sempre possibile e senza alcuna limitazione fare uso per qualsiasi scopo dei software creati attraverso i sistemi di sviluppo presenti in MSDN (ad esempio Visual Studio) e relativi moduli di runtime.